# Beckum (Balve)
Beckum ist ein Ortsteil der Stadt Balve, der auch das Schloss Wocklum umfasst. Beckum wurde für seine Freundschaft mit der französischen Stadt Roussay bekannt, die auf eine Initiative Beckumer Bürger zurückging. Die Partnerschaft zwischen Roussay und Beckum wurde im Jahr 1985 beurkundet.
Zum 1. Oktober 2022 hatte Beckum 1182 Einwohner.

## Geschichte
In einem Gerichtsprotokoll wurde die Ortschaft Beckum erstmals erwähnt. Am 15. Juli 1285 wurde über das strittige Besitzrecht an einem in Beckum gelegenen Stück Land entschieden. Damals wohnte in Beckum ein Geschlecht von „Bekehem“, das im 13. und 14. Jahrhundert oft genannt wurde. Bekehem steht für „Heim am Bach“. Der Name entwickelte sich im Laufe der Jahrhunderte über Bechem, Bechen, Beckhem, Bockum, Bychem und andere zum heutigen Beckum.
Am 1. Januar 1975 wurde Beckum durch § 7 Sauerland/Paderborn-Gesetz in die Stadt Balve eingegliedert.

## Veranstaltungen
Das jährliche Schützenfest findet am ersten Juliwochenende statt. Das Kinderschützenfest wird vom Geselligkeitsverein Waldeslust veranstaltet. Ebenfalls jedes Jahr gibt es ein Kartoffelfest.

## Kirchengemeinde
Die katholische Kirche in Beckum ist dem Heiligen Nikolaus geweiht. Auch der Kindergarten ist in Trägerschaft der Kirchengemeinde.